# Stefan Baley

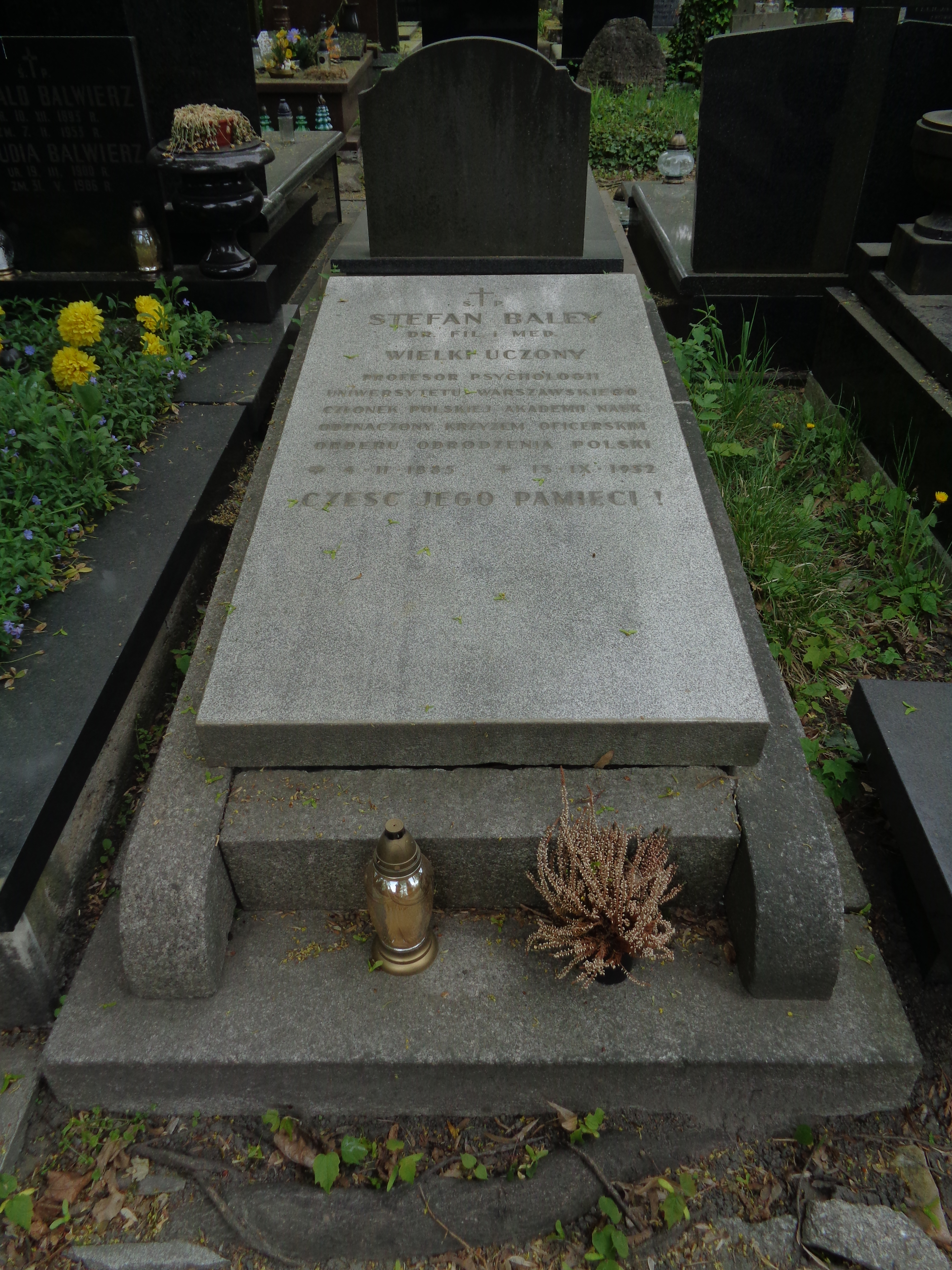
Grób Stefana Baleya na cmentarzu Powązkowskim w Warszawie

Stefan Baley (ur. 4 lutego 1885 w Borkach Wielkich, zm. 13 września 1952 w Warszawie) – polski psycholog, lekarz i pedagog pochodzenia ukraińskiego, uważany za przedstawiciela szkoły lwowsko-warszawskiej i twórcę polskiej psychologii rozwojowej, wychowawczej i społecznej.

## Życiorys
Oboje rodzice – Włodzimierz i Irena ze Szweykowskich – byli nauczycielami. Kształcił się w szkole powszechnej i gimnazjum w Tarnopolu (do 1903), następnie studiował psychologię i filozofię na Uniwersytecie Lwowskim; wśród jego wykładowców był Kazimierz Twardowski. W roku 1911 obronił doktorat z psychologii na podstawie pracy O potrzebie rekonstrukcji pojęcia psychologicznej podstawy uczuć. Przez kilka lat pracował jako nauczyciel matematyki w gimnazjach lwowskich. Następnie uzupełniał studia z psychologii na uniwersytetach w Paryżu i Berlinie. W latach 1917–1923 studiował medycynę na Wydziale Lekarskim Uniwersytetu Jana Kazimierza we Lwowie, na Uniwersytecie Warszawskim uzyskał stopień doktora nauk medycznych w 1923 roku.
Do 1927 pracował w Szpitalu Powszechnym we Lwowie jako lekarz i asystent na Oddziale Chorób Nerwowych i Psychicznych. W 1928 przeniósł się do Warszawy. Mianowany w tym roku profesorem nadzwyczajnym Uniwersytetu Warszawskiego (od 1934 profesor zwyczajny), kierował Katedrą Psychologii Wychowawczej (do końca życia; jego następczynią została prof. Maria Żebrowska). Stworzył na uczelni czołowy ośrodek dydaktyczny w zakresie psychologii wychowawczej, Koło Psychologów Szkolnych Uniwersytetu przekształcił w Związek Psychologów Praktyków. Psychologię wychowawczą wykładał także w Centralnym Instytucie Wychowania Fizycznego w Warszawie (późniejsza Akademia Wychowania Fizycznego). Od 1936 pełnił funkcję dyrektora Instytutu Pedagogicznego Związku Nauczycielstwa Polskiego, współpracował także z Państwowym Instytutem Pedagogiki Specjalnej w Warszawie i jego dyrektorką Marią Grzegorzewską. Zaangażował się w tajne nauczanie, przez pierwsze lata okupacji w Warszawie, potem w Częstochowie; pracował w tym okresie także jako lekarz w szpitalach pediatrycznych i psychiatrycznych. Po wojnie – obok dalszej pracy na UW i Instytucie Pedagogicznym ZNP – wykładał w warszawskiej AWF (gdzie kierował Zakładem Psychologii Wychowawczej) oraz na Uniwersytecie Łódzkim. W 1947 pewien czas spędził na badaniach naukowych w USA.
W 1945 został członkiem zwyczajnym Towarzystwa Naukowego Warszawskiego, a krótko przed śmiercią (od 1952) członkiem tytularnym PAN. Był także członkiem Polskiego Towarzystwa Psychiatrycznego, Polskiego Towarzystwa Psychologicznego (kierował jego Oddziałem Warszawskim od 1946) oraz Polskiego Towarzystwa Filozoficznego. Zajmował się redakcją „Polskiego Archiwum Psychologii” (1936–1948, do 1938 pod nazwą „Psychologia Wychowawcza”), współpracował z pismem „Przegląd Psychologiczny”. Odznaczony Krzyżem Oficerskim Orderu Odrodzenia Polski (1951).
Od 1928 był członkiem Stowarzyszenia Mieszkaniowego Spółdzielczego Profesorów UW, przed wojną mieszkał w nieistniejącym dziś budynku stowarzyszenia przy ul. Nowy Zjazd 5.
Spoczywa na cmentarzu Powązkowskim w Warszawie (Kwatera 133, Rząd 6, Miejsce 15).

## Praca naukowa
W pracy naukowej zajmował się psychologią praktyczną. Wprowadził nowe metody eksperymentalne do psychologii, określił główne problemy z zakresu psychologicznych podstaw wychowania i nauczania. Prowadził badania z zakresu racjonalnej opieki nad dziećmi, analizował problemy psychologii wieku dojrzewania (porównał między innymi badania polskie i niemieckie). Po 1945 roku analizował wpływ wojny na psychikę dzieci, młodzieży i dorosłych. Przeprowadził badania empiryczne (ankietowe) oraz obserwacje psychologiczne przeżyć religijnych młodzieży gimnazjalnej. Był pionierem badań psychologicznych w sporcie i wychowaniu fizycznym w Polsce. Zajmował się także psychologią twórczości literackiej – analizował pod tym kątem utwory Szewczenki, Słowackiego, Wyspiańskiego i Żeromskiego.
Materiały archiwalne Stefana Baleya znajdują się w PAN Archiwum w Warszawie pod sygnaturą III-74.

## Pamięć o Stefanie Baleyu
Od 1969 jedna z ulic na terenie obecnej dzielnicy Ochota (Rakowiec) w Warszawie nosi jego imię. Ulice w Tarnopolu i Borkach Wielkich również zostały nazwane na cześć naukowca.

## Wybrane prace
- Zarys psychologii (1922)
- Potrzeby psychologii pedagogicznej (1929)
- Potrzeby rozwojowe psychotechniki (1930)
- Psychologia wieku dojrzewania (1931)
- Zarys psychologii w związku z rozwojem psychiki dziecka (1936)
- Osobowość twórcza Żeromskiego (1936)
- Psychologia wychowawcza w zarysie (1938)
- Drogi samopoznania (1946)
- Wprowadzenie do psychologii społecznej (1959)

Ogłosił ponadto kilka tłumaczeń prac autorów zagranicznych (między innymi Jak rozpoznawać uzdolnienia uczniów E. Claparede'a, 1934; Higiena psychiczna wieku dziecięcego W. A. White'a, 1937; Uzdolnienia muzyczne B. Tiepłowa, 1952, z Zofią Lissą).